# Liber depictus

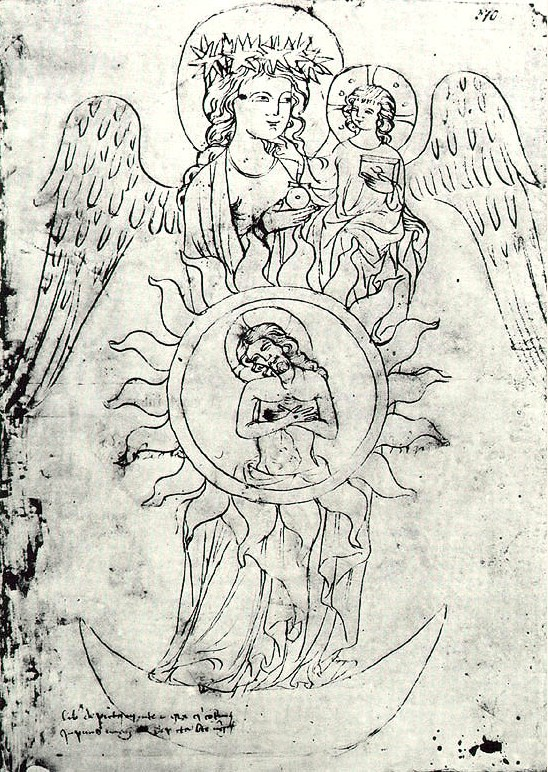
Апокалиптическая женщина

«Liber depictus», или «Крумловский иллюстрированный кодекс» (чеш. Krumlovský obrazový kodex) — иллюстрированная рукопись, созданная в третьей четверти XIV века в миноритском монастыре Чески-Крумлова, вероятно, по заказу Рожмберков. В 1782 рукопись от крумловских иезуитов попала в Вену. В настоящее время хранится в депозитарии Австрийской национальной библиотеки под шифром Cod. 370. Написана на 171 пергаментном листе размером 35 x 25 см.
Иллюстрации в кодексе доминируют над текстом, который играет только вспомогательную роль. Рукопись содержит иллюстрации к легендам о жизни 21 святого, Библии бедных и двум библейским притчам. Первое месте среди легенд занимают легенды о чешских святых - св. Вацлав, св. Людмила и св. Прокоп, однако удивляет отсутствие легенды о св. Войтехе. В создании рукописи участвовали, по-видимому, три художника.